# Repubblica Socialista Sovietica Autonoma Kirghisa
La Repubblica Socialista Sovietica Autonoma del Kirghizistan (in russo Киргизская Автономная Социалистическая Советская Республика?, Kirgizskaja Avtonomnaja Socialističeskaja Sovetskaja Respublika), o RSSA Kirghisa, è stata una repubblica autonoma nazionale kazaka esistita dal 1920 al 1925 all'interno della Repubblica Socialista Federativa Sovietica Russa. La capitale repubblicana è stata la città di Orenburg, in seguito trasferita ad Ak-Mečet’. Nel 1925 la RSSA Kirghisa venne ribattezzata Repubblica Socialista Sovietica Autonoma del Kazakistan.

## Storia
La questione sulla concessione dell'autonomia al "popolo kirghiso e di Kajcak" emerse per la prima volta durante la rivoluzione russa del 1905: alla fine di quell'anno, a Oral, l'intelligencija nazionale tenne un congresso formato dai rappresentanti di cinque regioni abitate dai kazaki e decise di creare il proprio "Partito democratico costituzionale" nazionale. L'anno seguente, a Semipalatinsk, 150 intellettuali kazaki si riunirono in un secondo congresso e approvarono l'idea di Alichan Bukeichanov per il programma del partito "Libertà del popolo". In una cerchia di persone a lui vicine (M. Tynyšpaev, B. Syrtanov, Š. Kudajberdiev e altri) nacque l'idea dell'isolamento nazionale-territoriale dei kazaki all'interno delle "steppe del Kirghizistan". I sostenitori di Bukeichanov erano gli editori e i redattori del quotidiano Kazak, tra i quali vi erano Achmet Baitursunov, Miržakyp Dulatov, Magžan Žumabaeve Žusupbek Ajmautov.
La seconda proposta riguardante il riconoscimento dell'autonomia kazaka prevedeva la creazione di uno stato nazionale sovietico con la stessa autonomia garantita alle nazionalità che abitavano l'Impero russo. Nel 1915, A.T. Džangil'din e poi Lenin, secondo le memorie dello stesso Džangil'din, venne nominato "commissario militare straordinario dell'Oblast' del Turgai", e il 13 dicembre 1917 fu firmato il relativo certificato.

### Creazione dell'Alaš autonomo
Tra marzo e aprile del 1917, furono organizzati dei "Congressi del Kirghizistan" nelle città, nei centri regionali e distrettuali, dove venne richiesto principalmente il trasferimento temporaneo dei kazaki nelle aree di reinsediamento non ancora occupate. Allo stesso tempo, i congressi dichiarano il proprio sostegno al governo provvisorio, e quest'ultimo a sua volta nomina Bukeichanov come suo commissario per l'oblast' del Turgai. Nel luglio del 1917 si tenne ad Orenburg il primo congresso pankirghiso, durante il quale fu formato il partito Alaš-Orda, dove fu adottata una risoluzione che richiedeva:
Nel dicembre del 1917 a Orenburg, sotto la guida di A. I. Dutov, venne organizzato il II Congresso del Kirghizistan che adottò la posizione del partito Alaš-Orda: 
Ciò divenne la base per la creazione dell'autonomia di Alaš. I delegati al congresso riconobbero che nell'autonomia Alaš "kirghisa" dovevano essere inclusi i seguenti territori: Bukeevskaja Orda, i rajon Zakaspijskij, Ferganskij, Samarkandskij, dell'Amu-Dar’inskij oblast' e l'Altajskaja gubernija, abitate dai kazaki. Fu richiesta l'inclusione anche delle oblast' di Ural’skaja, Turgajskaja, Syr-Dar’inskaja, Semirečenskaja, Akmolinskaja e Semipalatinskaja. Il centro amministrativo dell'autonomia "Alaš" venne posto nella città di Semipalatinsk.

### Periodo sovietico

#### Autonomia sovietica
Dopo l'istituzione del potere sovietico ad Akmolinsk, i delegati kazaki del congresso dei soviet dello uezd telegrafarono al Commissariato del popolo per le nazionalità della RSFS Russa scrivendo:
A Omsk, a differenza del partito Alaš, venne creato il Partito socialista krghiso "Uš-Žuz", sostenitore del governo sovietico. Nell'aprile 1918, il Commissariato popolare per l'istruzione mise in dubbio l'autonomia dei "rajon del Kirghizistan", del Turkestan e del Tatar-Baškiria. I documenti del governo affermavano che il proclama dell'autonomia del territorio kirghiso era quindi progettato. Il 14 maggio 1918, Džangil'din venne nominato commissario straordinario della "Steppa (kraj del Kirghizistan)".
Il 4 aprile 1919, iniziarono i lavori per la preparazione del Congresso pankirghiso che approvò la proclamazione della Repubblica Socialista Sovietica Autonoma del Kirghizistan. Nel giugno del 1919, il Commissariato popolare per l'istruzione tenne una riunione speciale sull'istituzione dell'autonomia sovietica kazaka. Il 10 luglio 1919, con la decisione del Consiglio dei commissari del popolo della RSFS Russa (Sovnarkom) fu formato il Comitato rivoluzionario per l'amministrazione del territorio kirghiso (kazako). La giurisdizione del Comitato rivoluzionario "comprende il territorio kirghiso della provincia di Astrachan' e gli oblast': Ural, Turgai, Akmola e Semipalatinsk". Il presidente della prima composizione del Kirrevkom venne approvato approvato da S. S. Pestkovskij. Con l'organizzazione del Comitato rivoluzionario, il dipartimento del Kirghizistan posto sotto il Commissariato popolare della RSFSR venne abolito e la commissione si riunì nelle steppe di Bukeev per convocare il Congresso costituente. Il 9 marzo 1920, fu presa la decisione di eliminare l'Alaš-Orda.
Il 4 agosto 1920, il "Progetto di decreto sulla Repubblica Kirghisa" venne approvato dal Commissariato del popolo. Il 16 agosto si tenne una riunione della Commissione amministrativa sotto il Presidium del Comitato esecutivo centrale panrusso (CEC panrusso) e venne approvata la sua risoluzione sul "Determinare la composizione del territorio del kraj kirghiso". Tra i punti della risoluzione vi erano i seguenti:
6) В состав Киргизского края включаются все населенные киргизами территории Астраханской губернии; Уральской, Тургайской, Акмолинской и Семипалатинской областей»
6) Nel kraj kirghiso sono compresi tutti i territori abitati dai kirghisi nell'Astrachanskaja gubernija, nelle oblast' di Ural’skij, Turgajskij, Akmolinskoj e Semipalatinskij.»
Il 26 agosto, Michail Kalinin, presidente del CEC panrusso, e Lenin, presidente del Sovnarkom, firmarono il "Decreto sulla formazione della Repubblica Socialista Sovietica Autonoma Kirghisa".

#### Formazione della repubblica
Il 26 agosto 1920, Lenin e Kalinin firmarono il decreto n. 359 del CEC panrusso e del Sovnarkom della RSFSR "Sulla formazione della Repubblica socialista sovietica autonoma kirghisa", il cui primo paragrafo stabilì:
I membri del partito Alaš difesero in maniera ostinata queste terre di fronte al governo di Kerenskij e in seguito ai leader sovietici, in quanto ex territori dell'abolita autonomia di Alaš e dell'ex Khanato di Kazan'. Così nel 1920, il ventinovenne Alimchan Ermekov si presentò da Lenin con un rapporto "Sulla situazione del territorio kazako in generale e in particolare sulla questione delle frontiere" riuscì a difendere le regioni di Akmola, Semipalatinsk e Gur'ev (Atyrau).

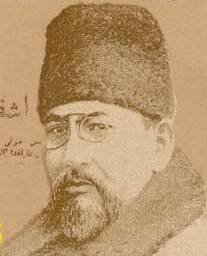
Achmet Baitursynov.

Achmet Baitursynov, linguista e riformatore dell'alfabeto kazako, riuscì a restituire il Kustanajnskij uezd del Čeljabinskij oblast' alla RSSA del Kirghizistan.
Nella RSSA Kirghisa, furono incluse le gubernja Semipalatinskaja, Akmolinskaja, Turgajskaja e Ural'skaja, il Mangyšlakskij uezd, la IV e la V volost' di Adaevskij del Krasnovodskij uezd nel Zakaspiskij oblast', le volost' di Sinemorskaja e di Buchara dell'Astrachanskaja gubernja, le terre di Bukeev e dell'ex territorio adiacente al I e al II okrug di Primorskij, con prevalente popolazione kazake. 
Con il decreto n. 359 del 26 agosto 1920, il CEC panrusso incluse l'Orenburgskaja gubernjia nella RSSA Kirghisa e la città di Orenburg divenne la capitale della repubblica. Il decreto affermava inoltre che:
Il decreto determinò la struttura del potere statale e degli organi di governo della repubblica autonoma rappresentati dai Soviet locali e dei loro comitati esecutivi, il Comitato esecutivo centrale, il Consiglio dei commissari del popolo con i commissariati del popolo. Il sistema statale è stato costruito sul modello panrusso presente nella Costituzione della RSFS Russa.

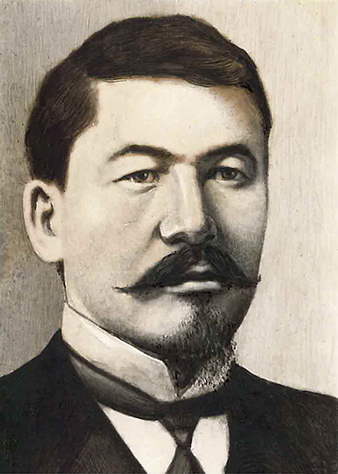
Аlichan Bukejchanov.

Il leader del partito Alaš, Alichan Bukejchanov, non prese parte ai negoziati sulla definizione dei confini, ma cercò di fornire argomenti e fatti ai suoi giovani soci.
Il 4 ottobre 1920, a Orenburg, il presidente del Comitato rivoluzionario kirghiso (Kirrevkom) V. A. Radus-Zenkovič aprì il Congresso costituente dei lavoratori, dei contadini, dei cosacchi, del Kirghizistan e dei deputati dell'Armata Rossa della RSSA Kirghisa. Al congresso parteciparono 273 delegati di tutte le oblast' del Kazakistan e 6 delegati della popolazione kazaka dell'Altajskaja gubernija. Tra i delegati vi erano 128 kazaki, 127 russi e 18 rappresentanti di altre nazionalità. Al congresso venne adottata la "Dichiarazione dei diritti dei lavoratori della RSSA del Kirghizistan (kazako)", dove si proclamava la formazione costituzionale della RSSA Kirghisa e ne venivano definiti gli organi del potere e dell'amministrazione statale, la politica fondiaria, i diritti e i doveri fondamentali dei cittadini, il sistema elettorale e i suoi principi, l'organizzazione e e le attività dei tribunali.
Il 12 ottobre, il Congresso costituente dei Soviet elesse il Comitato esecutivo centrale della RSSA Kirghisa, composta da 76 membri e 25 candidati, tra cui Džangil'din, Radus-Zenkovič, Mendešev e altri. Il Presidium del CEC kirghiso comprendeva 10 membri e 5 candidati, con Mendešev (Presidente), Radus-Zenkovič, Džangil'din, S. Sekfullin, I. F. Kiselev e altri. Il CEC formò il Consiglio dei commissari del popolo della RSSA Kirghisa, con Radus-Zenkovič come presidente. Il Comitato rivoluzionario kirghiso, in quanto organo temporaneo, trasferì tutti i suoi poteri al governo della Repubblica Socialista Sovietica Autonoma Kirghisa.

#### Periodo di recupero (1921-1923)
Il 13 luglio 1921, a Orenburg, fu aperto il I Congresso della Lega della Gioventù Comunista del Kazakistan, e nell'ottobre 1921 si tenne la Conferenza dei sindacati del Kazakistan, che definì i propri compiti nel ripristinare l'economia nazionale, aumentare la produttività del lavoro, migliorare le condizioni culturali e di vita dei lavoratori. I confini del Kazakistan con le altre repubbliche furono chiariti, e l'Orenburgo-Turgajskaja gubernija fu divisa in quelle di Orenburgskaja, Aktobeskaja e Kustanajskaja. Il Comitato Esecutivo Centrale locale sviluppò e approvò il Regolamento sui Commissariati del Popolo per l'Agricoltura, l'Istruzione, la Giustizia, il Kazpromburo e altri organi esecutivi che determinavano le loro funzioni e competenze, istituendo anche la Commissione di Pianificazione dello Stato. Il Sovnarkom della RSSA Kirghisa adottò un decreto sulla procedura dell'utilizzo delle lingue kazaka e russa nelle istituzioni statali, rendendo obbligatoria la pubblicazione di tutte le loro decisioni in entrambe le lingue oltre che a tenere i registri e la corrispondenza nella loro lingua madre nelle aree in cui prevale la popolazione kazaka. Inoltre, il governo della repubblica proibì legalmente il pagamento e il possesso di kun e rese illegale il kalym, la poligamia e l'amengerstvo.
Tra il 4 e il 10 ottobre 1921 fu organizzato il II Congresso dei Soviet della RSSA Kazaka che riassunse i risultati sulla costruzione dello stato e dell'economia per il primo anno di esistenza della repubblica. Il congresso prestò particolare attenzione alle richieste e alle domande dei consigli locali. Entrato in vigore tra il 1920 e il 1921, il "Regolamento sulle elezioni ai Soviet e ai Congressi dei Soviet" prevedeva gli stessi standard di rappresentanza delle regioni centrali della RSFS Russa. Il congresso approvò il nuovo "Regolamento sulla procedura per l'elezione di città, consigli dei villaggi, rajon (uezd), comitati esecutivi provinciali, Comitato esecutivo centrale pankirghiso e sulla procedura di convocazione di congressi dei soviet". Le norme sulla rappresentanza della popolazione nei Soviet furono notevolmente aumentate. Vennero creati consigli nei villaggi con almeno 150 abitanti dove veniva eletto un deputato ogni 50 persone. Dato lo stile di vita nomade dei kazaki e la distanza tra i villaggi, il "regolamento" permise loro di tenere elezioni durante le riunioni dei cittadini di ogni villaggio nel caso non avessero avuto la possibilità di partecipare all'assemblea generale della popolazione. Di norma, un rappresentante di ogni villaggio veniva eletto in un consiglio. Aumentarono anche le norme sulla rappresentanza nelle elezioni ai congressi dei Soviet a livello di uezd, gubernja e repubbliche.

##### Nuova politica economica
Il tema centrale del X Congresso del partito (8-16 marzo 1921) riguardava il problema della transizione verso la nuova politica economica (NEP). Il congresso approvò il passaggio alla NEP e decise di sostituire l'eccedenza alimentare con una franchigia fiscale. La transizione verso la nuova politica economica in Kazakistan avvenne in condizioni avverse e fu inoltre ostacolata dallo scarso numero di lavoratori, dalla debolezza delle organizzazioni di partito, dalla grave carenza di quadri nazionali di partito e di lavoratori sovietici e dall'analfabetismo della popolazione. Ebbero un'influenza negativa anche lo stato insoddisfacente delle comunicazioni, l'obsoleta rete ferroviaria che si estendeva soltanto lungo la periferia settentrionale e occidentale del vasto territorio del Kazakistan.

##### Carestia
Nell'estate del 1921, il Kazakistan, come la regione del Volga, fu colpito da una grave siccità. Le coltivazioni morirono quasi completamente nel territorio delle province degli Urali, Orenburg, Aqtöbe, Bukeev e Kustanaj. Nemmeno il cibo per il bestiame fu sufficiente, provocandone la morte di massa, e centinaia di migliaia di persone morirono di fame. Con un decreto del Comitato esecutivo centrale panrusso, la popolazione delle sterili province del Kazakistan venne esentata dalla tassa prodnalog, e furono create commissioni repubblicane e provinciali per aiutare gli affamati (Pomgol) della RSSA. Nella Siberia occidentale, tra cui un certo numero di contee della provincia di Akmola, dove si ebbe un buon raccolto, venne inviata una spedizione governativa speciale guidata da Feliks Dzeržinskij, che fece seminare nei villaggi degli appezzamenti speciali, il cui raccolto sarebbe stato destinato al fondo in sostegno degli affamati. I contadini kazaki donarono migliaia di bovini e molto grano a questo fondo.
Oltre al prodnalog e alle commissioni volontarie di massa, venne applicata l'auto-tassazione, lo scambio di materie prime, tasse intracomunitarie e spedizioni alimentari verso le province sterili. Il governo della RSFS Russa inviò in Kazakistan, secondo dati incompleti, 4475 mila pud (circa 273,2 tonnellate) di grano e 183.000 pud (circa 11 tonnellate) di patate. Nel 1922, i contadini del Kazakistan piantarono oltre il 60% dell'area seminata con grano ottenuto dalla RSFS Russa. Tra il 1921 e il 1922, la RSSA del Turkestan diede alla RSSA Kirghisa circa 2 milioni di pud (circa 32 761,3744 tonnellate) di grano.

##### Riforma delle acque sotterranee
Alla fine del 1920, fu creata una commissione fondiaria subordinata al Comitato Esecutivo Centrale della RSSA Kirghisa. Il regolamento provvisorio sull'uso della terra nella RSSAK, promulgato all'inizio del 1921 sulla base del decreto di Lenin sulla nazionalizzazione della terra, dichiarò tutte le terre come di proprietà di un fondo statale, vietando tutti i sequestri di terreni, gli acquisti e le locazioni. Il 2 febbraio 1921, il Comitato Esecutivo Centrale della RSSA del Kirghizistan adottò un decreto sul ritorno ai contadini kazaki di tutte le terre alienate dal governo zarista, nonché delle terre del fondo di colonizzazione e dei monasteri. Nell'aprile dello stesso anno fu emanato un decreto sul ritorno ai lavoratori kazaki delle terre cedute dal governo zarista alle truppe degli Urali e dei cosacchi siberiani. Nel Semireč'e, ebbe luogo un incontro regionale sui villaggi poveri ceduti dalla Cina occidentale. Le riforme della terra e delle acque sotterranee iniziarono nella primavera del 1921: ai contadini kazaki, che si stavano trasferendo in aree abitate, vennero forniti materiali da costruzione, attrezzi agricoli e semi. Su iniziativa del Comitato provinciale di Astana del Partito Comunista Russo (bolscevico), fu avviata la costruzione di nuovi villaggi kazaki. Tuttavia, la riforma delle terre dell'acqua assunse un carattere unilaterale: la terra venne distribuita tra le nazionalità locali autoctone, in alcuni luoghi l'intera popolazione russa fu assunta dai kulaki e ci furono casi di confisca di proprietà dei contadini medi. Nell'estate del 1922 fu completata la riforma delle acque sotterranee nel Semireč'e e nel sud del Kazakistan. Il 17 agosto 1922, il CEC panrusso approvò la legge sull'uso della terra da lavoro nella Repubblica del Turkestan, mentre nove giorni dopo adottò la "Legge fondamentale sull'uso della terra da lavoro nella Repubblica kirghisa", completando successivamente l'intero processo di riforma. La legge indicava che nessuno dei lavoratori poteva essere privato del diritto alla terra. L'obbligo principale per i contadini era quello di coltivare la terra e di non lasciarla vuota. L'affitto della terra era temporaneamente permesso. Venne inoltre interrotta la gestione straordinaria del territorio prevista dai decreti del Comitato esecutivo centrale della RSSA Kirghisa del 7 febbraio e del 19 aprile 1921.

##### Carovane e iurte rosse
Per la campagna Agit-Prop dell'aprile 1922, fu creata la prima carovana rossa (in russo красный караван?, krasnyj karavan), posta sotto la guida di Džangil'din, che comprendeva membri del PCR(b) e delle organizzazioni del Komsomol, i commissariati dell'agricoltura, istruzione, commercio, sanità e il dipartimento del CEC per il lavoro femminile. Dal 20 maggio al 9 agosto, la carovana viaggiò da Orenburg a Semipalatinsk, attraversando Orsk, il Turgai, Atbasar, Akmolinsk, Petropavlovsk, Pavlodar e Karkaralinsk. Si fermò in 37 villaggi di 26 volost' kazake, tra cui Komsaktinskij, Kumanskij, Džetykulskij, Akkarginskij e Kenžetayskij; visitò anche il centro industriale di Spassk e la miniera di Ekibastūz. La carovana fu impiegata per riscuotere la prodnalog, aiutare gli affamati e gestire il territorio e contribuì alla realizzazione dei kolchoz e alla protezione dei poveri dai truffatori.
I membri della carovana tennero 126 raduni e 420 dibattiti durante i quali spiegavano agli operai le politiche del Partito Comunista e del potere sovietico, distribuendo libri e volantini. I dottori presenti nella carovana fornirono assistenza medica alla popolazione.
In alcune province vi erano delle carovane rosse locali: dall'11 luglio al 14 agosto, la carovana rossa di Bukeevskij visitò 24 villaggi dove tenne manifestazioni e discorsi. Sorsero anche delle iurte rosse che, muovendosi insieme ai nomadi, organizzavano dozzine di incontri, insegnavano ai contadini a leggere e scrivere e fornivano medicine. Le iurte rosse gestite dalle donne assunsero un'importanza particolarmente significativa: tra i personaggi di spicco nel movimento femminile vi erano N. Kulžanova, N. Arykova, A. Urazbaev, Sh. Imanbaev, S. Esov e altre figure che diedero un contributo significativo all'emancipazione delle donne kazake. Intanto, i dipartimenti di agitazione e propaganda (agitacionno-propagandistskie otdely, APO) del Comitato regionale kazako e delle sedi provinciali del partito comunista stavano aumentando la loro influenza sul territorio.

#### Fine del periodo di recupero (1924-1925)
Il III Congresso dei Soviet della Repubblica kazaka fu attivo dal 6 al 13 ottobre 1922, durante il quale venne ascoltato un rapporto sulla situazione esterna e interna della RSFS Russa, furono approvate le attività del governo della RSFSR e venne sottolineata "la costante attuazione da parte del governo sovietico dei principi di uguaglianza nazionale, autogoverno delle masse lavoratrici delle varie nazionalità che abitano la RSFSR". Il Congresso discusse anche riguardo alle relazioni del CEC e del Sovnarkom della RSSA Kirghisa, ai rapporti del comitato Pomgol, e prese decisioni sull'introduzione della prodnalog e sulla regionalizzazione. Con il sostegno del comitato del partito regionale, venne istituita la "Società per lo studio del kraj kirghiso" (Obščestvo izučenija Kirgizskogo kraja).
Nel 1923, il CEC della RSSA Kirghisa pubblicò istruzioni relative alla rielezione dei sovietici nelle lingue kazaka e russa, determinando la procedura elettorale in conformità con la Costituzione della RSFSR. Coloro che ricorrevano al lavoro salariato per profitto e che vivevano con un reddito immeritato, gli ex dipendenti e agenti della polizia zarista furono privati dei loro diritti in tribunale e dei loro diritti di voto. Le liste degli elettori furono pubblicate prima delle elezioni e coloro che non erano stati inclusi avevano il diritto di presentare ricorso.
Tra il 5 e il 10 gennaio 1924 si tenne il IV Congresso dei Soviet della RSSA Kirghisa, durante il quale vennero discusse le questioni fondamentali della vita politica ed economica della repubblica. Il decreto del congresso "Sulle misure per ripristinare e rafforzare l'agricoltura" (O meroprijatijach po vosstanovleniju i ukrepleniju sel'skogo chozjajstva) prevedeva qualsiasi tipo di supporto per la cooperazione, lo sviluppo di terreni e vivai per l'allevamento, la creazione di fondi di riserva statali e la formazione di specialisti agricoli kazaki (garantita da un fondo speciale per borse di studio). Il Congresso ridusse i prezzi degli attrezzi agricoli e decise di organizzare delle stazioni per il fieno con riserve assicurative di mangime nelle aree nomadi e semi-nomadi, in modo da incentivare le aziende agricole e migliorare la produttività del bestiame.
L'8 e il 9 gennaio, il Congresso discusse la bozza della Costituzione della Repubblica Socialista Sovietica Autonoma Kirghisa e ha incaricato il CEC di finalizzare il testo. La costituzione aveva 7 sezioni e 18 capitoli. La prima sezione includeva la "Dichiarazione dei diritti dei lavoratori della RSSAK", adottata dal Congresso Costituente dei Soviet della Repubblica. Il testo proclamò che la RSSA Kirghisa era inclusa nella RSFS Russa e nell'Unione Sovietica. La Costituzione determinò i principi organizzativi di tutti gli organi statali della repubblica, i rapporti tra essi e quelli federali, garantì la piena uguaglianza di tutti i lavoratori senza distinzioni di razza o nazionalità. Stabilì il sistema e la procedura per le elezioni dei soviet oltre ai diritti e doveri fondamentali dei cittadini.
Il 15 giugno 1925, la RSSA Kirghisa venne ribattezzata in "Repubblica Socialista Sovietica Autonoma del Kazakistan".

## Partito comunista
Il Partito Comunista kazako divenne indipendente solo quando nel 1936 la RSSA venne trasformata in una delle 15 repubbliche sovietiche costituenti: infatti, fino a quel momento, il partito era la sede regionale del PCR(b). Nel 1918 vi era un distaccamento noto come Partito Comunista del Turkestan, che comprendeva le organizzazioni di partito delle oblast' di Syrdar'inskaja, Semireč'eskaja e parte della Turgajskaja e dell'Ural'skaja.

### I Conferenza regionale
Nell'aprile 1921, il Comitato Centrale del PCR(b) e il CEC panrusso istituirono la Commissione Plenipotenziaria, guidata dal Segretario del Comitato Centrale e dal membro del CEC E. M. Jaroslavskij, incaricandola di fornire assistenza pratica al partito e agli organi sovietici della RSSA Kirghisa; alla fine di maggio di quell'anno, il CC del PCR (b) invitò il suo ufficio regionale del a preparare una conferenza di partito. Data l'urgente necessità di unire le organizzazioni di partito della RSSA Kirghisa, il CC del PCR (b) creò l'Ufficio Regionale del Kirghizistan del PCR(b) il 30 aprile 1920. L'11-18 giugno 1921 si tenne la prima conferenza del Partito Regionale del Kirghizistan a Orenburg, dove furono stabiliti i metodi e le misure per rafforzare l'organizzazione del partito regionale, il coinvolgimento dei lavoratori kazaki nel PCR(b) e venne eletto il comitato del partito. Il CC del PCR(b) aiutò l'organizzazione del partito della RSSA Kirghisa nel suo percorso di sviluppo. La conferenza elesse i membri del Comitato regionale del partito, tra i quali vi erano Džangil'din, Mendešev e Radus-Zenkovič. Come Segretari del partito furono eletti M. M. Kostelovskaja e M. M. Murzagaliev. I comunisti guidarono l'implementazione delle riforme della terra e dell'acqua, la ridistribuzione dei terreni coltivati, la confisca di grandi baie semi-feudali e altre riforme socio-economiche. Poco dopo la conferenza del partito, furono create l'Unione della Gioventù Comunista e i sindacati a livello locale sotto la guida del comitato regionale del partito.

### II Conferenza
Nel febbraio del 1922 si tenne la II Conferenza regionale del partito, durante la quale furono considerati i primi risultati della NEP nella repubblica, lo stato della creazione delle cooperative e la questione dei compiti organizzativi del partito nella RSSA Kirghisa. La conferenza diede anche un'attenzione particolare alla lotta contro la fame. Furono eletti gli organi di governo e i 27 delegati all'XI Congresso del PCR(b). G. A. Korostelev e A. A. Asylbekov furono eletti segretari del Comitato del partito regionale. All'inizio dell'aprile 1922, il CC del PCR(b) creò l'Ufficio del Comitato Centrale del Kirghizistan (kazako), che in alcuni casi ricevette ampi poteri tra cui il diritto di sospendere l'attuazione delle decisioni del Comitato regionale kirghiso del Partito Comunista o Kirobkom (Kirgizskij oblastnoi komitet).
Nell'autunno del 1922, il CC del PCR (b) inviò il suo istruttore responsabile A. Rjabinin in Kazakistan per esaminare lo stato dei lavori del partito locale. L'Ufficio Organizzativo del Comitato Centrale, presieduto dal Segretario del Comitato Centrale Valerian Kujbyšev, ascoltò un rapporto dell'istruttore e decise di mantenere ancora il Kirbjuro del Comitato Centrale. Le organizzazioni centrali delle contee di Gur'eevskij, Kustanajskij, Karkaralinskij e Petropavlovskij furono poste sotto il diretto controllo del CC, mentre i membri del CC del PCR (b) presero parte ai lavori delle conferenze regionali dei partiti. Nel giugno del 1922, il Comitato Centrale del Partito inviò una lettera ai "Comunisti della Repubblica del Kirghizistan", dove veniva fornita un'analisi dello stato dell'organizzazione del partito regionale, evidenziando carenze nella condotta della politica nazionale voluta da Lenin e definendo nuovi compiti.

### III Conferenza
Tenutasi tra il 17 e il 22 marzo 1923, la III Conferenza regionale del PCR(b) affrontò numerose tematiche, ma la questione principale riguardò i metodi di lavoro dei partiti e dei soviet della RSSA. La quarta riunione del CC del PCR(b), organizzata tra il 9 e il 12 giugno 1923 con alti funzionari delle repubbliche e delle oblast' nazionali, sviluppò misure concrete per attuare la risoluzione del XII Congresso del PCR(b) sulla questione nazionale. L'organizzazione del partito del Kazakistan approvò le decisioni del XII Congresso del PCR(b) e del IV incontro, e il plenum allargato del Kirobkom del PCR (b) le integrò nell'ottobre del 1923 in un piano di lavoro dettagliato in base alle condizioni della RSSA. Nel novembre del 1923, il CEC della RSSA Kirghisa emise un nuovo decreto sull'introduzione dei documenti tradotti in lingua kazaka, come avvenne nei tribunali e negli uffici degli uezd di Adevskij, Turgajskij, Čelkarskij, Temirskij, Irgizskij, Džambejtinskij, Gur'evskij, Karkaralinskij e altri.
La conferenza elesse un comitato regionale del partito formati da 19 delegati presso il XII Congresso del PCR(b), mentre G. A. Korostelev fu nominato Segretario.

### IV Conferenza
Tra l'11 e il 16 maggio 1924 si tenne la IV Conferenza regionale del PCR(b), durante il quale si discusse sul rapporto tra il comitato regionale e quello centrale, sulle questioni relative alla costruzione del partito in relazione al progetto del 1923, il sistema di lavoro nei villaggi e l'occupazione giovanile. Al fine di elevare l'identità di classe dei contadini kazaki e contrastare le disparità sociali, la conferenza istituì l'organizzazione di massa Žarly per la popolazione povera. Durante l'estate del 1924, il comitato regionale fu incaricato di organizzare i primi nuclei dell'organizzazione.
Korostelev e I. Kuramysov furono eletti segretari del Kirobkom.

### Da Comitato delloblasta Comitato delkraj
Con una risoluzione del Comitato centrale del PCR(b) del 19 febbraio 1925, il Comitato del partito regionale kazako fu trasformato in un comitato del kraj (Kazanskij Kraj Komitet, Kazkraikom) mentre il 21 marzo dello stesso anno, la commissione di controllo regionale fu posta al livello del kraj. Il governo locale ebbe maggiori diritti e i compiti del partito repubblicano divennero più complessi e articolati, mentre aumentarono le sue responsabilità nei confronti del PCR(b) e del Comitato centrale. Tra il 9-11 aprile 1925 si tenne un plenum del Kazkraikom, durante i quali furono discussi i rapporti con l'ufficio di presidenza, la situazione nei villaggi e le prospettive per la crescita industriale della RSSA Kirghisa. Vennero considerati anche i compiti nello sviluppo dell'esplorazione e dei principali settori industriali come quello petrolifero, minerario e della lavorazione delle materie prime agricole. Nell'estate del 1925, il Kazkraikom del partito discusse il regolamento sulla iurta rossa femminile per renderla un centro per l'eradicazione dell'analfabetismo e l'educazione politica tra le donne kazake, per la promozione della conoscenza legale e medica e il coinvolgimento delle donne nelle cooperative. Tali iurte iniziarono ad essere create in tutte le volost' della repubblica.
| Nome                      | Livello amministrativo | Data                      |
| ------------------------- | ---------------------- | ------------------------- |
| I Conferenza regionale    | Oblast'                | 11-18 giugno 1921         |
| II Conferenza regionale   | Oblast'                | 19-27 febbraio 1922       |
| III Conferenza regionale  | Oblast'                | 17-22 marzo 1923          |
| IV Conferenza regionale   | Oblast'                | 11-16 maggio 1924         |
| V Conferenza regionale    | Kraj                   | 1-7 dicembre 1925         |
| VI Conferenza regionale   | Kraj                   | 15-23 novembre 1927       |
| VII Conferenza regionale  | Kraj                   | 30 maggio - 6 giugno 1930 |
| VIII Conferenza regionale | Kraj                   | 8 - 16 gennaio 1934       |

## Amministrazione territoriale

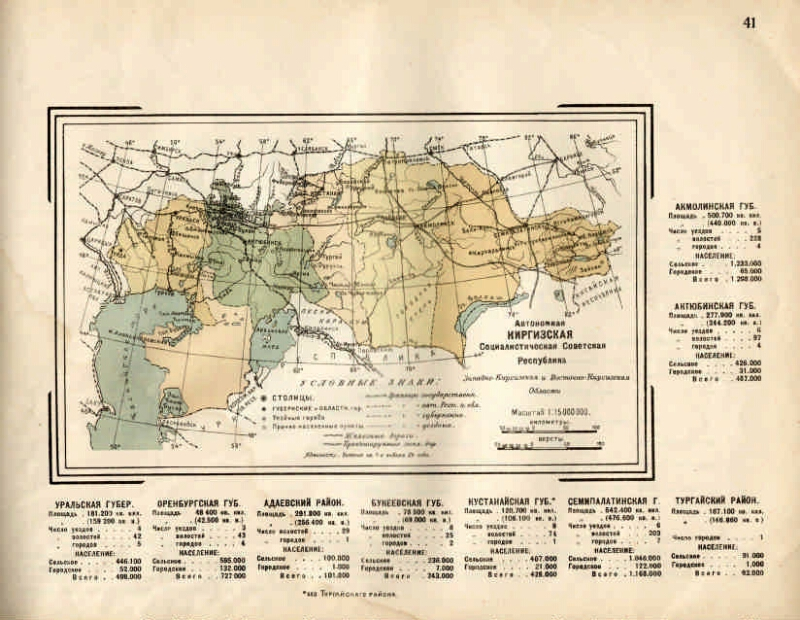
La Repubblica Socialista Sovietica Autonoma Kirghisa nel 1924.

Con il decreto n. 24 del Comitato esecutivo centrale panrusso del 17 gennaio 1921, gli uezd di Akmola, Atbasar, Kokčetav e Petropavlov furono separati dalla provincia di Omsk e unificati nella nuova provincia di Akmola.
Il 10 giugno 1921, il CEC panrusso definì il confine tra la RSSA Kirghsa e la Siberia russa lungo lo uezd di Omsk. La linea del confine passava a est della stazione di Isil'kul (rimasta alla RSSA Kirghisa) e lungo il confine con lo uezd di Petropavlov, più a nord dei laghi Kiči-Karoj, Ul'kun-Karoj, il tratto Kara-Terek, aderendo ai confini meridionali delle volost' russe e andando verso il villaggio di Čerlak sul fiume Irtyš. Inoltre, le volost' russe di Orechovskaja, Dobrovolskaja, Moiseevskaja, Russko-Polyanskaja, Novo-Sanžarovskaja, Černousovskaja, Stepanovskaja e Kotel'nikovskaja furono annesse alla RSSA Kirghisa.
Il 1 ottobre 1921, 15 volost' dello uezd di Omsk furono incluse nella RSSA Kirghisa.
Con un decreto del Comitato esecutivo centrale tutto russo il 12 gennaio 1922, la stazione di Isil'kul venne posta sotto il governo della Siberia.
Al 15 maggio 1923, la RSSA comprendeva:
- Lo uezd di Adaevsk
- Akmolinskaja gubernija (uezd di Akmol, Atbasar, Čerlak, Kokčetav e Petropavlov)
- Aktjubinskaja gubernija (Akbulaskij rajon, Aktjubinskij rajon, Irgizskij rajon, Možarovskij rajon, Temirovskij rajon, Uil'skij rajon)
- Bukeevskaja gubernija (primo e secondo Primoskij okrug, Kalmyckij okrug, Narymskij rajon, Kamyšsamarskij rajon, Talovskij rajon, Torgunovskij rajon, posëlki di Samostojatel’nye)
- Kustanajsckaja gubernija (Adamovskij rajon, Borovskij rajon, Vsechsvjatskij rajon, Denisovskij rajon, Kustanajskij rajon, Semnozerskij rajon, Turgajskij rajon, Fëdorovskij rajon)
- Orenburgskaja gubernija (Ileckij rajon, Isaevo-Dedovskij rajon, Krasnocholmskij rajon, Orenburgskij rajon, Orskij rajon, Petrovskij rajon, Pokrovskij rajon, Šarlyk-Mihajlovskij rajon)
- Semipalatinskaja gubernija (Zajsanskij rajon, Kar-Karalinskij rajon, Pavlodarskij rajon, Semipalatinskij rajon, Ust’-Kamenogorskij rajon)
- Ural’skaja gubernija (Buchtarminskij rajon, Gur’evskij rajon, Džanbejtinskij rajon, Kalmykovskij rajon, Ilekskij rajon, Ural’skij rajon).

Con un decreto del CEC panrusso emanato il 21 ottobre 1924, il Tok-Suranskij kanton e l'Imangulovskaja volost' dello Zilairskij kanton, precedentemente parte della RSSA di Baschiria, furono trasferiti nella RSSA Kirghisa.
Nel 1924 le aree settentrionali delle oblast' di Džetysujskij, Syrdar'inskij e Samarkandskij, furono incluse nella RSSA Kirghisa riunite nel territorio delle gubernija Džetysujskaja e Syrdar'inskaja.
Nel febbraio del 1925, venne formata la regione autonoma di Kara-Kalpak nella parte meridionale della regione del Lago d'Aral come gubernija della RSSA Kirghisa.
L'11 febbraio 1925, la capitale della RSSA Kirghisa fu spostata da Orenburg ad Ak-Mečet’, ribattezzata Qyzylorda il 15 giugno 1925.
Il 6 aprile 1925, l'Orenburgskaja gubernija fu separata dalla RSSA Kirghisa e venne posta il controllo diretto della RSFS Russa.
Il 15 giugno 1925, la RSSA Kirghisa venne ribattezzata Repubblica Socialista Sovietica Autonoma Kazaka.
Più tardi, nel processo di edificazione del socialismo, la RSSA Kazaka fu trasformata in una repubblica costituente diventando così, in base alla Costituzione sovietica del 1936, la Repubblica Socialista Sovietica Kazaka.